# World Team Cup 2006
La World Team Cup 2006 est la 29e édition de l'épreuve. Huit pays participent à la phase finale. Le tournoi, qui commence le 22 mai 2006 au Rochusclub, se déroule à Düsseldorf, en Allemagne .

## Faits marquants
La Croatie remporte l'édition de 2006, c'est la 1re fois qu'elle soulève le trophée.

## Matchs de poule
L'équipe en tête de chaque poule se voit qualifiée pour la finale.

### Groupe Bleu
| Croatie - Mario Ančić - Ivan Ljubičić - Ivo Karlović | Chili - Nicolás Massú - Fernando González - Paul Capdeville - Adrián García | Espagne - David Ferrer - Fernando Verdasco - Feliciano López | États-Unis - Robby Ginepri - Bob Bryan - Mike Bryan - Andy Roddick - James Blake |

#### Classements
| # | Équipe victorieuse | Adversaire | Score |
| 1 | Croatie            | Chili      | 3 - 0 |
| 2 | Espagne            | États-Unis | 2 - 1 |
| 3 | Croatie            | Espagne    | 2 - 1 |
| 4 | Chili              | États-Unis | 2 - 1 |
| 5 | Croatie            | États-Unis | 2 - 1 |
| 6 | Chili              | Espagne    | 3 - 0 |

| #   | Pays       | Points | Matchs | Sets    |
| --- | ---------- | ------ | ------ | ------- |
| 1re | Croatie    | 3 - 0  | 7 - 2  | 14 - 8  |
| 2e  | Chili      | 2 - 1  | 5 - 4  | 11 - 10 |
| 3e  | Espagne    | 1 - 2  | 3 - 6  | 9 - 12  |
| 4e  | États-Unis | 0 - 3  | 3 - 6  | 7 - 11  |

#### Matchs détaillés
|  | Équipe 1 | Score | Équipe 2 |  |
|  | Croatie  | 3 – 0 | Chili    |  |

| Ordre des matchs | Joueurs             | Points au premier set | Points au second set | Points au troisième set |
| ---------------- | ------------------- | --------------------- | -------------------- | ----------------------- |
| 1                | Mario Ančić         | 6                     | 6                    |                         |
| 1                | Nicolás Massú       | 3                     | 2                    |                         |
|                  |                     |                       |                      |                         |
| 2                | Ivan Ljubičić       | 7                     | 64                   | 6                       |
| 2                | Fernando González   | 5                     | 7                    | 4                       |
|                  |                     |                       |                      |                         |
| 3 (sans enjeu)   | Karlović - Ljubičić | 7                     | 4                    | 17                      |
| 3 (sans enjeu)   | Capdeville - García | 5                     | 6                    | 15                      |

|  | Équipe 1 | Score | Équipe 2   |  |
|  | Espagne  | 2 – 1 | États-Unis |  |

| Ordre des matchs | Joueurs           | Points au premier set | Points au second set | Points au troisième set |
| ---------------- | ----------------- | --------------------- | -------------------- | ----------------------- |
| 1                | David Ferrer      | 6                     | 6                    |                         |
| 1                | Robby Ginepri     | 3                     | 3                    |                         |
|                  |                   |                       |                      |                         |
| 2                | Fernando Verdasco | 6                     | 3                    | 6                       |
| 2                | Bob Bryan         | 2                     | 6                    | 1                       |
|                  |                   |                       |                      |                         |
| 3 (sans enjeu)   | López - Verdasco  | 3                     | ab.                  |                         |
| 3 (sans enjeu)   | Bryan - Bryan     | 4                     |                      |                         |

|  | Équipe 1 | Score | Équipe 2 |  |
|  | Croatie  | 2 – 1 | Espagne  |  |

| Ordre des matchs | Joueurs             | Points au premier set | Points au second set | Points au troisième set |
| ---------------- | ------------------- | --------------------- | -------------------- | ----------------------- |
| 1                | Mario Ančić         | 7                     | 4                    | 6                       |
| 1                | Feliciano López     | 5                     | 6                    | 4                       |
|                  |                     |                       |                      |                         |
| 2                | Ivan Ljubičić       | 2                     | 2                    |                         |
| 2                | David Ferrer        | 6                     | 6                    |                         |
|                  |                     |                       |                      |                         |
| 3                | Karlović - Ljubičić | 6                     | 7                    |                         |
| 3                | López - Verdasco    | 3                     | 64                   |                         |

|  | Équipe 1 | Score | Équipe 2   |  |
|  | Chili    | 2 – 1 | États-Unis |  |

| Ordre des matchs | Joueurs          | Points au premier set | Points au second set | Points au troisième set |
| ---------------- | ---------------- | --------------------- | -------------------- | ----------------------- |
| 1                | Paul Capdeville  | 6                     | 6                    |                         |
| 1                | Robby Ginepri    | 4                     | 4                    |                         |
|                  |                  |                       |                      |                         |
| 2                | Nicolás Massú    | 4                     |                      |                         |
| 2                | Andy Roddick     | 2                     | ab.                  |                         |
|                  |                  |                       |                      |                         |
| 3 (sans enjeu)   | González - Massú | 4                     | 5                    |                         |
| 3 (sans enjeu)   | Bryan - Bryan    | 6                     | 7                    |                         |

|  | Équipe 1 | Score | Équipe 2   |  |
|  | Croatie  | 2 – 1 | États-Unis |  |

| Ordre des matchs | Joueurs             | Points au premier set | Points au second set | Points au troisième set |
| ---------------- | ------------------- | --------------------- | -------------------- | ----------------------- |
| 1                | Ivo Karlović        | 4                     | 61                   |                         |
| 1                | Robby Ginepri       | 6                     | 7                    |                         |
|                  |                     |                       |                      |                         |
| 2                | Ivan Ljubičić       | 5                     | 6                    | 7                       |
| 2                | James Blake         | 7                     | 3                    | 64                      |
|                  |                     |                       |                      |                         |
| 3                | Karlović - Ljubičić | 6                     | 7                    |                         |
| 3                | Bryan - Bryan       | 3                     | 65                   |                         |

|  | Équipe 1 | Score | Équipe 2 |  |
|  | Chili    | 3 – 0 | Espagne  |  |

| Ordre des matchs | Joueurs             | Points au premier set | Points au second set | Points au troisième set |
| ---------------- | ------------------- | --------------------- | -------------------- | ----------------------- |
| 1                | Fernando González   | 7                     | 6                    | 6                       |
| 1                | David Ferrer        | 5                     | 7                    | 3                       |
|                  |                     |                       |                      |                         |
| 2                | Nicolás Massú       | 6                     | 4                    | 6                       |
| 2                | Fernando Verdasco   | 2                     | 6                    | 4                       |
|                  |                     |                       |                      |                         |
| 3 (sans enjeu)   | Capdeville - García | 6                     | 6                    |                         |
| 3 (sans enjeu)   | López - Verdasco    | 3                     | 2                    |                         |

### Groupe Rouge
| Argentine - José Acasuso - Sebastián Prieto - David Nalbandian - Gastón Gaudio | Italie - Davide Sanguinetti - Filippo Volandri | Tchéquie - Leoš Friedl - Tomáš Berdych - Robin Vik | Allemagne - Michael Kohlmann - Alexander Waske - Nicolas Kiefer - Philipp Kohlschreiber |

#### Classements
| # | Équipe victorieuse | Adversaire | Score |
| 1 | Argentine          | Italie     | 2 - 1 |
| 2 | Allemagne          | Tchéquie   | 2 - 1 |
| 3 | Allemagne          | Argentine  | 2 - 1 |
| 4 | Tchéquie           | Italie     | 2 - 1 |
| 5 | Allemagne          | Italie     | 2 - 1 |
| 6 | Tchéquie           | Argentine  | 2 - 1 |

| #   | Pays      | Points | Matchs | Sets   |
| --- | --------- | ------ | ------ | ------ |
| 1re | Allemagne | 3 - 0  | 6 - 3  | 15 - 8 |
| 2e  | Tchéquie  | 2 - 1  | 5 - 4  | 14 - 9 |
| 3e  | Argentine | 1 - 2  | 4 - 5  | 8 - 12 |
| 4e  | Italie    | 0 - 3  | 3 - 6  | 6 - 14 |

#### Matchs détaillés
|  | Équipe 1  | Score | Équipe 2 |  |
|  | Argentine | 2 – 1 | Italie   |  |

| Ordre des matchs | Joueurs                | Points au premier set | Points au second set | Points au troisième set |
| ---------------- | ---------------------- | --------------------- | -------------------- | ----------------------- |
| 1                | José Acasuso           | 6                     | 6                    |                         |
| 1                | Davide Sanguinetti     | 2                     | 0                    |                         |
|                  |                        |                       |                      |                         |
| 2                | David Nalbandian       | 4                     | 5                    |                         |
| 2                | Filippo Volandri       | 6                     | 7                    |                         |
|                  |                        |                       |                      |                         |
| 3                | Acasuso - Prieto       | 7                     | 6                    |                         |
| 3                | Sanguinetti - Volandri | 63                    | 1                    |                         |

|  | Équipe 1  | Score | Équipe 2           |  |
|  | Allemagne | 2 – 1 | République tchèque |  |

| Ordre des matchs | Joueurs               | Points au premier set | Points au second set | Points au troisième set |
| ---------------- | --------------------- | --------------------- | -------------------- | ----------------------- |
| 1                | Tomáš Berdych         | 65                    | 6                    | 6                       |
| 1                | Nicolas Kiefer        | 7                     | 3                    | 3                       |
|                  |                       |                       |                      |                         |
| 2                | Robin Vik             | 3                     | 6                    | 1                       |
| 2                | Philipp Kohlschreiber | 6                     | 3                    | 6                       |
|                  |                       |                       |                      |                         |
| 3                | Kohlmann - Waske      | 6                     | 62                   | 10                      |
| 3                | Berdych - Friedl      | 4                     | 7                    | 5                       |

|  | Équipe 1  | Score | Équipe 2  |  |
|  | Allemagne | 2 – 1 | Argentine |  |

| Ordre des matchs | Joueurs             | Points au premier set | Points au second set | Points au troisième set |
| ---------------- | ------------------- | --------------------- | -------------------- | ----------------------- |
| 1                | Alexander Waske     | 6                     | 4                    | 61                      |
| 1                | Jose Acasuso        | 4                     | 6                    | 7                       |
|                  |                     |                       |                      |                         |
| 2                | Nicolas Kiefer      | 6                     | 6                    |                         |
| 2                | Gastón Gaudio       | 2                     | 3                    |                         |
|                  |                     |                       |                      |                         |
| 3                | Kohlmann - Waske    | 6                     | 6                    |                         |
| 3                | Nalbandian - Prieto | 3                     | 3                    |                         |

|  | Équipe 1           | Score | Équipe 2 |  |
|  | République tchèque | 2 – 1 | Italie   |  |

| Ordre des matchs | Joueurs                | Points au premier set | Points au second set | Points au troisième set |
| ---------------- | ---------------------- | --------------------- | -------------------- | ----------------------- |
| 1                | Tomáš Berdych          | 6                     | 6                    |                         |
| 1                | Filippo Volandri       | 1                     | 4                    |                         |
|                  |                        |                       |                      |                         |
| 2                | Robin Vik              | 67                    | 6                    | 4                       |
| 2                | Davide Sanguinetti     | 7                     | 2                    | 6                       |
|                  |                        |                       |                      |                         |
| 3                | Berdych - Friedl       | 6                     | 6                    |                         |
| 3                | Sanguinetti - Volandri | 2                     | 1                    |                         |

|  | Équipe 1  | Score | Équipe 2 |  |
|  | Allemagne | 2 – 1 | Italie   |  |

| Ordre des matchs | Joueurs                | Points au premier set | Points au second set | Points au troisième set |
| ---------------- | ---------------------- | --------------------- | -------------------- | ----------------------- |
| 1                | Nicolas Kiefer         | 7                     | 6                    |                         |
| 1                | Filippo Volandri       | 610                   | 3                    |                         |
|                  |                        |                       |                      |                         |
| 2                | Philipp Kohlschreiber  | 6                     | 3                    | 4                       |
| 2                | Davide Sanguinetti     | 3                     | 6                    | 6                       |
|                  |                        |                       |                      |                         |
| 3                | Kohlmann - Waske       | 6                     | 6                    |                         |
| 3                | Sanguinetti - Volandri | 4                     | 4                    |                         |

|  | Équipe 1           | Score | Équipe 2  |  |
|  | République tchèque | 2 – 1 | Argentine |  |

| Ordre des matchs | Joueurs          | Points au premier set | Points au second set | Points au troisième set |
| ---------------- | ---------------- | --------------------- | -------------------- | ----------------------- |
| 1                | Tomáš Berdych    | 6                     | 6                    |                         |
| 1                | David Nalbandian | 4                     | 4                    |                         |
|                  |                  |                       |                      |                         |
| 2                | Robin Vik        | 7                     | 6                    |                         |
| 2                | Gastón Gaudio    | 65                    | 3                    |                         |
|                  |                  |                       |                      |                         |
| 3 (sans enjeu)   | Berdych - Friedl | 0                     | 6                    | 3                       |
| 3 (sans enjeu)   | Acasuso - Prieto | 6                     | 2                    | 10                      |

## Finale
La finale de la World Team Cup 2006 se joue entre la Croatie et l'Allemagne.
|  | Équipe 1 | Score | Équipe 2  |  |
|  | Croatie  | 2 – 1 | Allemagne |  |